# Akt dodatkowy do konstytucji cesarstwa
Akt dodatkowy do konstytucji cesarstwa – właściwie nowa konstytucja opracowana przez Benjamina Constanta i ogłoszona przez Napoleona I w 1815 r. we Francji. Była bardzo liberalna ze względu na chęć zjednania sobie przez Napoleona burżuazji. Wprowadzała monarchię konstytucyjną i wolność prasy.